# Лингва-жерал-паулиста
Лингва-жерал-паулиста (порт. Língua Geral Paulista ) или южный тупи (порт. Tupí Austral) — один из «общих языков», развившихся на основе тупи Сан-Висенти и верховьев реки Тиете, который использовался как средство общения между европейскими колонистами и местным населением, а также многочисленными метисами в районе нынешнего Сан-Паулу. На этом языке общались бандейранты, благодаря которым с ним познакомились жители внутренних районов страны. Расцвет лингва-жерал-паулиста пришёлся на середину XVII — середину XVIII века. В конце XVIII веке язык вымер, уступив место португальскому. Упадок языка был вызван запретом на его использование (1758). Таким образом правительство Португалии во главе с маркизом Помбалом пыталось ограничить влияние иезуитов. Сведения о последних носителях относятся к XX веку.

Anchieta e Nóbrega chegam e inventam o Brasil já numa atitude linguística. Eles pegam o tupi-guarani e transformam, facilitam, e isso vira a língua geral inhangatu (mistura de tupi e português), que vai ser falada em São Paulo até 1930, quando 70 % ou 60 % da população falava só essa língua.
Являются Анчиета и Нобрега и создают Бразилию уже с языковой точки зрения. Они выучивают тупи-гуарани, преобразовывают, упрощают то, что превратится в лингва-жерал иньагату (смесь тупи и португальского), на котором будут разговаривать в Сан-Паулу до 1930-х гг., когда 60 % или 70 % говорили только на этом языке. Ж. Маутнер, поэт.
Язык плохо задокументирован. Большая часть сведений о нём известна из списка глаголов, составленного в XVIII веке. С этим списком можно ознакомиться в книге Карла Марциуса Glossaria linguaram brasiliensium. Кроме того, источниками для изучения лингва-жерал-паулиста служат топонимические данные внутренних районов штатов Сан-Паулу и Минас-Жерайс, а также список слов, составленный в начале XIX века среди метисов племени бороро и негров из провинции Минас-Жерайс в окрестностях современного города Арагуари.